# Varga Vilmos
Varga Vilmos (Hegyközkovácsi, 1931. december 9. – Budapest, 2016. július 9.) erdélyi magyar színművész, rendező.

## Életútja, munkássága
A nagyváradi Kereskedelmi Líceumban érettségizett, majd beiratkozott a Bolyai Tudományegyetemtől átmenetileg leválasztott kolozsvári Jog- és Közigazgatási Egyetemre (1952). Főiskolai tanulmányait végül a Szentgyörgyi István Színművészeti Főiskolán folytatta. A diploma elnyerése után (1957) a temesvári színház magyar tagozatához szerződött. Innen került 1968-ban a nagyváradi színházhoz, amelynek 27 évig vezető színésze volt (1968–95). Közben 1983–85-ben a bukaresti I. L. Caragiale Film- és Színművészeti Akadémia Rendezői Karán rendezői diplomát is szerzett.
Az országos elismerést színházi alakításain kívül egyéni irodalmi estjeivel szerezte. Az Országos Színházi Fesztivál I. díját a Maszek ballada hozta 1969-ben. Ezt a műsort, amelynek keretében a második világháború utáni romániai magyar költőnemzedék legjobbjait szólaltatta meg, az Electrecord nagylemezeken jelentette meg 1980-ban. Humoros irodalmi válogatása: Nézz vissza nevetve (1969). Nagy sikerű stúdió-előadás volt Páskándi Géza abszurd drámája, A bosszúálló kapus, amelyben Szakáll Danit alakította (1970). Az Én, François Villon (1973) a bákói Előadóművészek Országos Fesztiválján Ex egno-díjat nyert. Ady-előadóestjének műsora szintén megjelent nagylemezen is (1976), s a művész népszerűségét a határon túl is növelte: 1977-ben a magyar kormány Ady-emlékplakettel jutalmazta, 1985-ben elnyerte a Dénes Zsófia Alapítvány Ady-díját. 1999-ben Páskándi Géza Kérjük a lábat letörölni c. szatírájának, majd Kocsis István Bolyai János estéje c. monodrámájának előadásáért neki ítélték a Rövid Darabok Színházi Fesztiválján a legjobb férfialakítás díját.
1994-ben Kiss Törék Ildikó színésznővel Kiss Stúdió Színház néven létrehozta Erdély első magán pinceszínházát. 1995-ben Bajor Andor-válogatásokból készült irodalmi műsorukkal (A humor látóhatárán), majd 1996-ban a millecentenáriumot köszöntő „Megfogyva bár, de törve nem…” c. összeállítással elnyerték a budapesti Litera-Turné-díjat. 2003-ban bemutatták Madách Imre Az ember tragédiája c. drámájának nyolc színészre átdolgozott változatát (megjelent Szót fogadtam Madáchnak c. kötetében), valamint az Üzenet az otthoni hegyeknek c., Wass Albert emlékének szentelt előadást. Mindkettővel bejárták Németország magyarok lakta városait is. Egyéb, CD-n is megjelent műsoraik: Fényes ég alatt (1848–1849), Kék virág (összeállítás Mihai Eminescu verseiből), Három csillag jár az égen (összeállítás Márai Sándor, Nyirő József és Wass Albert írásaiból), Ady, Én, François Villon, Maszek ballada, Egy nép kiáltott (1956 emlékére). Működésük kilencéves évfordulója alkalmából leltárt készítettek addigi tevékenységükről, az eredmény: 705 előadás, 101 363 néző.
Süss fel nap címmel CD-n is megjelent zenés gyermekműsort, középiskolások számára irodalomismertető sorozatot (Olvassuk együtt Adyt; Olvassuk együtt Babitsot) is összeállítottak.
A nagyváradi Fáklyában a nyolcvanas évek derekától Színházi noteszlap címmel jelentek meg glosszái.
Egy budapesti kórházban érte a halál. Július 26-án a nagyváradi Rulikowski Városi Köztemetőben helyezték végső nyugalomra.

## Kötetei
- Seprődi Kiss Attilával együtt rendezői tanácsokkal látta el a Teatru scurt – Kisszínpadi művek című kötetet (Sepsiszentgyörgy, 1974)
- A Pece-partról jöttem. Regényes önéletírás színészi érzületekkel. Nagyvárad, 2006
- Szót fogadtam Madáchnak. Adalékok a nagyváradi magyar színjátszás történetéhez. Nagyvárad, 2009
- Magyar színész vagyok Erdélyben; riporter Aniszi Kálmán; Kiss Stúdió Alapítvány, Nagyvárad, 2014